# 法罗共产党
法罗共产党（法罗语：Kommunistiski flokkur Føroya）是法罗群岛的一个已不存在的共产主义政党。该党在1975年6月14日-15日于托尔斯港举行的一次会议上成立。该党和丹麦共产党建立了联系，但不是它的一个支部。该党于1993年停止活动。